# Surrounded
Surrounded é o terceiro box set da musicista islandesa Björk, lançado em 27 de junho de 2006 através da One Little Indian. É uma coleção de sete de seus álbuns, lançados no formato DualDisc — um lado contém os álbuns originais, enquanto o outro inclui suas versões remasterizadas em som surround, com videoclipes e recursos adicionais. Apesar do box set não entrar em nenhuma parada musical, críticos de música deram críticas positivas a mistas a Surrounded. A maioria deles foi positiva em relação à embalagem e afirmou que era uma vitrine eficaz do catálogo da Björk. No entanto, as críticas foram direcionadas à sua natureza oportunista e tecnicismos.

## Conteúdo e lançamento
Surrounded compila cinco álbuns de estúdio de Björk — Debut (1993), Post (1995), Homogenic (1997), Vespertine (2001) e Medúlla (2004) — além de dois álbuns de trilha sonora, Selmasongs (2000) e Drawing Restraint 9 (2005). Eles foram colocados em DualDiscs, que possuem um lado CD e um lado DVD. O primeiro contém cada álbum como originalmente lançado, enquanto eles aparecem remasterizados em som surround no último. Paul 'P-Dub' Walton foi o engenheiro de som do projeto, tendo sido o responsável pela remasterização. Ken Richardson da Sound and Vision descreveu o trabalho de Richardson no box set como uma "mixagem verdadeiramente envolvente", acrescentando que fornece "autoridade" à voz "frágil" de Björk, enquanto faz "a [música] eletrônica gelada esquentar na nova e expansiva atmosfera." Os lados do DVD incorporam os videoclipes dos singles de cada álbum, as exceções sendo os discos de Selmasongs e Drawing Restraint 9, mas o último apresenta uma faixa extra — "Petrolatum". A coleção foi embalada em "rosa metálico quente" pela M/M Paris, que, segundo Kurt Orzeck da MTV, "é uma obra de arte por si só", e Mark Pytlik caracterizou como uma continuação da "fetichização do artefato físico" de Björk. Os álbuns são acompanhados por suas capas originais. Surrounded foi lançado no Reino Unido em 27 de junho de 2006; seus componentes também foram disponibilizados individualmente.

## Recepção crítica
| Críticas profissionais      | Críticas profissionais |
| Avaliações da crítica       | Avaliações da crítica  |
| Fonte                       | Avaliação              |
| --------------------------- | ---------------------- |
| AllMusic                    | [ 9 ]                  |
| The Austin Chronicle        | [ 7 ]                  |
| The Buffalo News            | [ 10 ]                 |
| Entertainment Weekly        | (positiva)             |
| Global Rhythm               | (mista)                |
| The Oklahoman               | (positiva)             |
| Pitchfork                   | (5.9/10)               |
| The San Diego Union-Tribune | [ 8 ]                  |
| San Francisco Chronicle     | (Bom)                  |
| Spin                        | [ 15 ]                 |

Surrounded recebeu críticas mistas a positivas dos críticos. George Lang, escrevendo para a The Oklahoman, recomendou o box set aos fãs de Björk, elogiando a inclusão da videografia da artista. Para a San  Francisco Chronicle, Aidin Vaziri elogiou a qualidade do som e a embalagem, mas foi ambivalente quanto ao preço da coleção e opinou que a "qualidade da música é totalmente inconsistente". A Sound and Vision avaliou positivamente o som das remasterizações;  de acordo com o revisor Ken Richardson, eles "nunca são menos do que excelentes".  Apesar de elogiar os recursos bônus, ele observou que os menus dos DVDs são "estáticos". A The San Diego Union-Tribune considerou-o adequado para "completistas com equipamento de áudio de última geração"; a The Buffalo News disse que o box set "deve ajudar a colocar esta artista claramente brilhante tanto no contexto adequado quanto na luz adequada." Ryan Dombal da Entertainment Weekly avaliou-o como um "deleite luxuoso" e considerou que "revitaliza algumas das músicas pop mais ambiciosas dos últimos 13 anos", apesar de achar o compêndio antitético ao status "relevante" de Björk. A crítica destacou as remasterizações de Vespertine e Medúlla foram destacados na crítica.
Heather Phares da AllMusic descreveu o box set como "lindamente embalado" e prático, enquanto a crítica da The Austin Chronicle, escrita por Melanie Haupt, denunciou os problemas técnicos adjacentes ao DualDisc, afirmando: "O trabalho e sua evolução fala por si. [...] Pena que o hardware não fala." A crítica de Mark Pytlik para Pitchfork contextualizou Surrounded em uma enxurrada de lançamentos da Björk. Ele afirmou que não valia a pena comprá-lo, acrescentando que "é quase certo que ela voltará com outro maior e melhor em alguns anos". Jeff Tamarkin, da Global Rhythm, considerou desnecessária a inclusão "[d]as gravações originais mais sonoramente pedestres", elogiando as remasterizações e os vídeos.